# Noel Willman
 Noel Willman  (* 4. August 1918 in Londonderry; † 24. Dezember 1988 in New York City) war ein britischer Schauspieler und Theaterintendant.

## Leben
Noel Willman begann seine Karriere auf der Bühne und war dort nicht nur als Schauspieler, sondern auch als Intendant tätig. Zum Film kam er im Jahr 1952 und verkörperte dort meist undurchsichtige Persönlichkeiten. Einem größeren Publikum bekannt wurde Willman in den Hammer-Filmen, Horrorstreifen wie z. B. Der Kuß des Vampirs, aber auch als Gast in populären Fernsehserien. In seinen letzten Berufsjahren trat Willman wieder überwiegend am Theater auf.

## Filmografie (Auswahl)
- 1952: Androkles und der Löwe (Androcles and the Lion)
- 1952: Mr. Pickwick (The Pickwick Papers)
- 1953: The Net
- 1954: Beau Brummell
- 1955: Der schwarze Prinz (The Dark Avenger)
- 1956: Der Mann, der zuviel wusste (The Man Who Knew Too Much)
- 1957: Die Brücke der Vergeltung (Across the Bridge)
- 1957: Die Angst hat 1000 Namen (Seven Waves Away)
- 1959: Zone des Schweigens (Cone of Silence)
- 1960: Geheimauftrag für John Drake (Danger Man) (Fernsehserie, 1 Folge)
- 1960: Der Marder von London (Never Let Go)
- 1960: Die Spur führt ins Nichts (The Criminal)
- 1963: Der Kuß des Vampirs (Kiss of the Vampire)
- 1965: Das schwarze Reptil (The Reptile)
- 1965: Doktor Schiwago (Doctor Zhivago)
- 1967: Jung, blond und tödlich (The Vengeance of She)
- 1970: Paul Temple – Der Apollo von Arezzo (Antique Death)
- 1971: Die 2 (The Persuaders!) (Fernsehserie, 1 Folge)
- 1973: Gene Bradley in geheimer Mission (The Adventurer) (Fernsehserie, 1 Folge)
- 1974: Die Akte Odessa (The Odessa File)
- 1976: Die 21 Stunden von München (21 Hours at Munich)